# Natação nos Jogos Pan-Americanos de 2019 - 200 m livre masculino
As competições dos 200 metros livre masculino da natação nos Jogos Pan-Americanos de 2019 foram realizadas em 7 de agosto no Centro Aquático Nacional, em Lima, no Peru. 

## Calendário
Horário local (UTC-5).
| Data        | Horário | Fase          |
| ----------- | ------- | ------------- |
| 7 de agosto | 11:17   | Eliminatórias |
| 7 de agosto | 20:40   | Final B       |
| 7 de agosto | 20:40   | Final A       |

## Medalhistas
| Ouro   | BRA Fernando Scheffer |
| Prata  | BRA Breno Correia     |
| Bronze | USA Drew Kibler       |

## Recordes
Antes desta competição, os recordes mundiais e olímpicos da prova eram os seguintes:
| Tipo                             | Atleta              | Tempo   | Local   | Data                |
| -------------------------------- | ------------------- | ------- | ------- | ------------------- |
|                                  | GER Paul Biedermann | 1m42s00 | Roma    | 28 de julho de 2009 |
| Recorde dos Jogos Pan-Americanos | BRA João de Lucca   | 1m46s42 | Toronto | 15 de julho de 2015 |

## Resultados

### Eliminatórias
A eliminatória foi realizada em 7 de agosto. 
| Pos. | Bateria | Raia | Nadador           | Nacionalidade                | Tempo   | Notas |
| ---- | ------- | ---- | ----------------- | ---------------------------- | ------- | ----- |
| 1    | 3       | 5    | Jorge Iga         | MEX México                   | 1:47.16 | QA    |
| 2    | 2       | 5    | Drew Kibler       | USA Estados Unidos           | 1:48.02 | QA    |
| 3    | 2       | 4    | Breno Correia     | BRA Brasil                   | 1:48.21 | QA    |
| 4    | 1       | 5    | Dylan Carter      | TTO Trinidad e Tobago        | 1:49.08 | QA    |
| 5    | 1       | 4    | Grant House       | USA Estados Unidos           | 1:49.40 | QA    |
| 6    | 2       | 3    | Mikel Schreuders  | ARU Aruba                    | 1:49.48 | QA    |
| 7    | 3       | 4    | Fernando Scheffer | BRA Brasil                   | 1:49.86 | QA    |
| 8    | 1       | 3    | Rafael Zambrano   | VEN Venezuela                | 1:50.39 | QA    |
| 9    | 3       | 3    | Federico Grabich  | ARG Argentina                | 1:50.83 | WD    |
| 10   | 3       | 6    | Santiago Corredor | COL Colômbia                 | 1:51.16 | WD    |
| 11   | 1       | 6    | Alex Sobers       | BAR Barbados                 | 1:51.76 | QB    |
| 12   | 2       | 2    | Jarod Arroyo      | PUR Porto Rico               | 1:52.16 | QB    |
| 13   | 3       | 2    | Michael Gunning   | JAM Jamaica                  | 1:52.55 | QB    |
| 14   | 3       | 7    | Joaquin Gallo     | PER Peru                     | 1:52.85 | QB    |
| 15   | 2       | 6    | Marcelo Acosta    | ESA El Salvador              | 1:52.91 | QB    |
| 16   | 2       | 7    | Matheo Mateos     | PAR Paraguai                 | 1:53.12 | QB    |
| 17   | 1       | 2    | Gabriel Araya     | CHI Chile                    | 1:53.35 | QB    |
| 18   | 3       | 1    | Joseph Rubio      | ECU Equador                  | 1:54.55 | QB    |
| 19   | 1       | 7    | Jesse Washington  | BER Bermudas                 | 1:56.52 |       |
| 20   | 2       | 1    | Miguel Mena       | NCA Nicarágua                | 1:57.67 |       |
| 21   | 3       | 8    | Daniel Scott      | GUY Guiana                   | 2:03.77 |       |
| 22   | 1       | 1    | Cruz Halbich      | VIN São Vicente e Granadinas | 2:10.04 |       |

### Final B
A final B foi realizada em 7 de agosto. 
| Pos. | Raia | Nadador         | Nacionalidade   | Tempo   | Notas |
| ---- | ---- | --------------- | --------------- | ------- | ----- |
| 9    | 4    | Alex Sobers     | BAR Barbados    | 1:50.87 |       |
| 10   | 3    | Michael Gunning | JAM Jamaica     | 1:52.10 |       |
| 11   | 6    | Joaquin Gallo   | PER Peru        | 1:52.32 |       |
| 12   | 1    | Gabriel Araya   | CHI Chile       | 1:52.85 |       |
| 13   | 2    | Marcelo Acosta  | ESA El Salvador | 1:52.87 |       |
| 14   | 5    | Jarod Arroyo    | PUR Porto Rico  | 1:52.97 |       |
| 15   | 7    | Matheo Mateos   | PAR Paraguai    | 1:53.03 |       |
| 16   | 8    | Joseph Rubio    | ECU Equador     | 1:54.11 |       |

### Final A
A final A foi realizada em 7 de agosto. 
| Pos.              | Raia | Nadador           | Nacionalidade         | Tempo   | Notas |
| ----------------- | ---- | ----------------- | --------------------- | ------- | ----- |
| Medalha de ouro   | 1    | Fernando Scheffer | BRA Brasil            | 1:46.68 |       |
| Medalha de prata  | 3    | Breno Correia     | BRA Brasil            | 1:47.47 |       |
| Medalha de bronze | 5    | Drew Kibler       | USA Estados Unidos    | 1:47.71 |       |
| 4                 | 6    | Dylan Carter      | TTO Trinidad e Tobago | 1:47.78 |       |
| 5                 | 4    | Jorge Iga         | MEX México            | 1:48.18 |       |
| 6                 | 2    | Grant House       | USA Estados Unidos    | 1:48.58 |       |
| 7                 | 7    | Mikel Schreuders  | ARU Aruba             | 1:49.92 |       |
| 8                 | 8    | Rafael Zambrano   | VEN Venezuela         | 1:50.12 |       |

Legenda
| Recorde mundial                  | Recorde mundial (World record)               |                       | Recorde africano                      | Recorde africano (African) |                                           | Q | Classificado por posição (Qualified) |
| Recorde dos Jogos Pan-Americanos | Recorde pan-americano (Pan-American record)  | Recorde da América    | Recorde da América (Americas)         | q                          | Classificado por melhor tempo (Qualified) |   |                                      |
| Melhor marca do ano              | Melhor marca do ano (World leading)          | Recorde asiático      | Recorde asiático (Asian)              | DNS                        | Não largou (Did not start)                |   |                                      |
| Recorde nacional                 | Recorde nacional (National record)           | Recorde europeu       | Recorde europeu (European)            | DNF                        | Não terminou (Did not finish)             |   |                                      |
| Recorde pessoal                  | Recorde pessoal do atleta (Personal best)    | Recorde da Oceania    | Recorde da Oceania (Oceania)          | DSQ / DQ                   | Desclassificado (Disqualified)            |   |                                      |
| Recorde da temporada             | Recorde da temporada do atleta (Season best) | Recorde sul-americano | Recorde sul-americano (South America) | NM                         | Sem marca (No mark)                       |   |                                      |